# Carolina Telechea
Carolina Telechea Lozano (Igualada, 9 de agosto de 1981) es una abogada y política española, diputada por Barcelona en el Congreso de los Diputados por de Esquerra Republicana de Catalunya (ERC) y portavoz adjunta en la Junta de Portavoces del Congreso en la XIII Legislatura.

## Trayectoria política
Inicialmente militó en el Partido de los Socialistas de Cataluña (PSC), ejerciendo de secretaria de organización de las Joventuts Socialistes de Catalunya en su àmbito local. En 2010 dejó la militancia del PSC al ver que el federalismo no era una prioridad para este partido, explica y estuvo unos años sin estar activa en política.
Años más tarde, ERC le propuso formar parte de sus listas presentándose en el número 2 de la candidatura de ERC para las elecciones municipales de 2015 en Igualada, accediendo al cargo de concejala del Ayuntamiento de Igualada. De cara a las elecciones generales de 2016 concurrió en el número 6 de la lista de ERC por Barcelona al Congreso de los Diputados, sin resultar elegida diputada.
Posteriormente, con la formación del gobierno de Quim Torra en la Generalidad de Cataluña (2018) y tras la designación de la diputada Ester Capella como consejera de Justicia, Telechea ocupó su lugar como diputada en el Congreso de los Diputados en junio de 2018.  Desde 2019 es portavoz adjunta en la Junta de Portavoces del Congreso en la XIII Legislatura.

## Trabajo en el Congreso de los Diputados

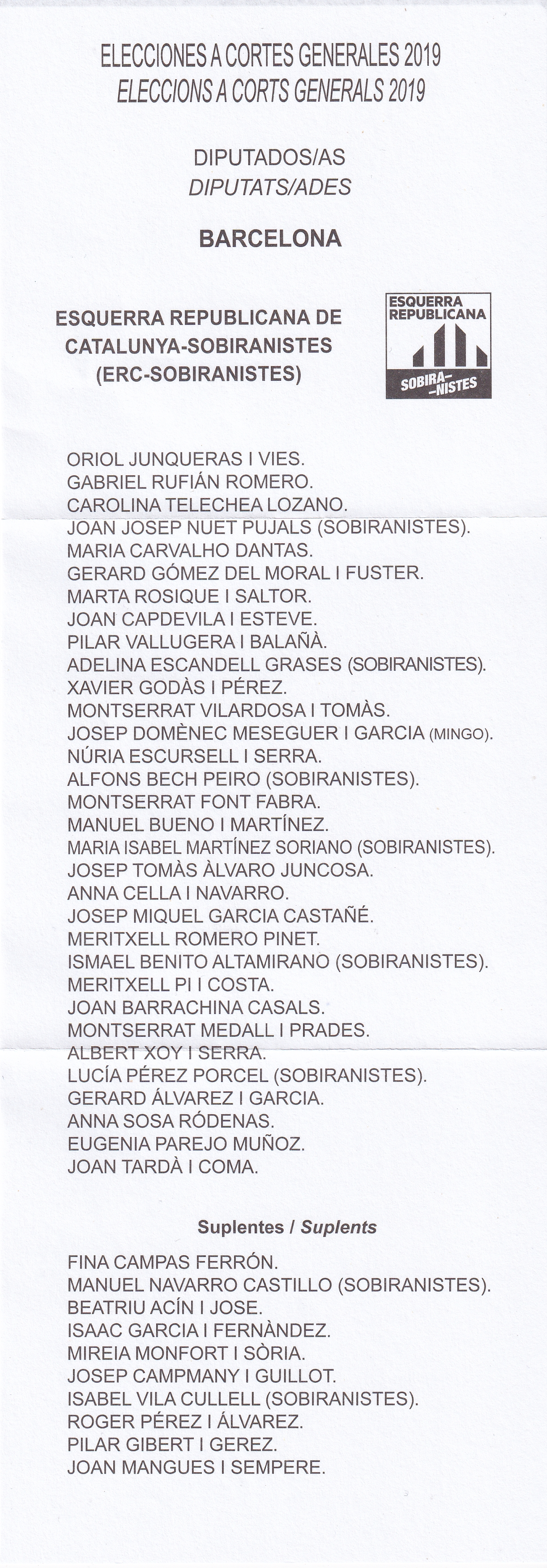
Papeleta de las Generales de abril de 2019.

- Secretaria Segunda de la Comisión de Justicia
- Portavoz de la Comisión de Justicia
- Adscrita de la Comisión de Interior
- Adscrita de la Comisión de Política Territorial y Función Pública
- Adscrita de la Comisión de Igualdad
- Portavoz de la Comisión para las Políticas Integrales de la Discapacidad
- Secretaria Segunda de la Comisión para las Políticas Integrales de la Discapacidad
- Portavoz de la Comisión de Derechos de la Infancia y Adolescencia
- Adscrita de la Comisión calidad democrática, contra corrupción y reform. inst. y leg.
- Adscrita de la Comisión de segto. y eval. acuerdos Pacto de Estado Violencia Género
- Ponente de la Ponencia Proyec.L Orgánica Protección Datos Carácter Personal (121/13)
- Ponente de la Ponencia Prop.L.reforma leyes materia costas procesos (122/128)
- Ponente de la Ponencia Prop.LO refor.LO Pacto Estado violencia género (122/220)
- Ponente de la Ponencia Prop.Ley contra discriminación orientación sexual(122/97)
- Ponente de la Ponencia Proy. Ley reguladora contratos crédito inmobiliario (121/12)